# Alexandrina Găinușe
Alexandrina Găinușe (Stoina, 25 luglio 1932 – Bucarest, luglio 2012) è stata una politica comunista rumena.

## Biografia
Durante la sua carriera nel Partito Comunista Rumeno svolse funzione di responsabile del sistema sanitario nazionale rumeno e fu vice Primo Ministro dal 29 marzo 1985 al 17 giugno 1986, nell'ambito del secondo governo presieduto da Constantin Dăscălescu nonché ultimo governo del regime comunista rumeno prima della rivoluzione del 1989.